# Anatolij Emel'janovič Golubov
Anatolij Emel'janovič Golubov (in russo Анатолий Емельянович Голубов?; Novomarkovka, 29 aprile 1908 – Mosca, 29 gennaio 1978) è stato un generale e aviatore sovietico, asso dell'aviazione da caccia nel corso della seconda guerra mondiale, abbattendo individualmente 8 aerei nemici, più due in collaborazione. Venne insignito dell'onorificenza di Eroe dell'Unione Sovietica e del'Ordine di Lenin.

## Biografia

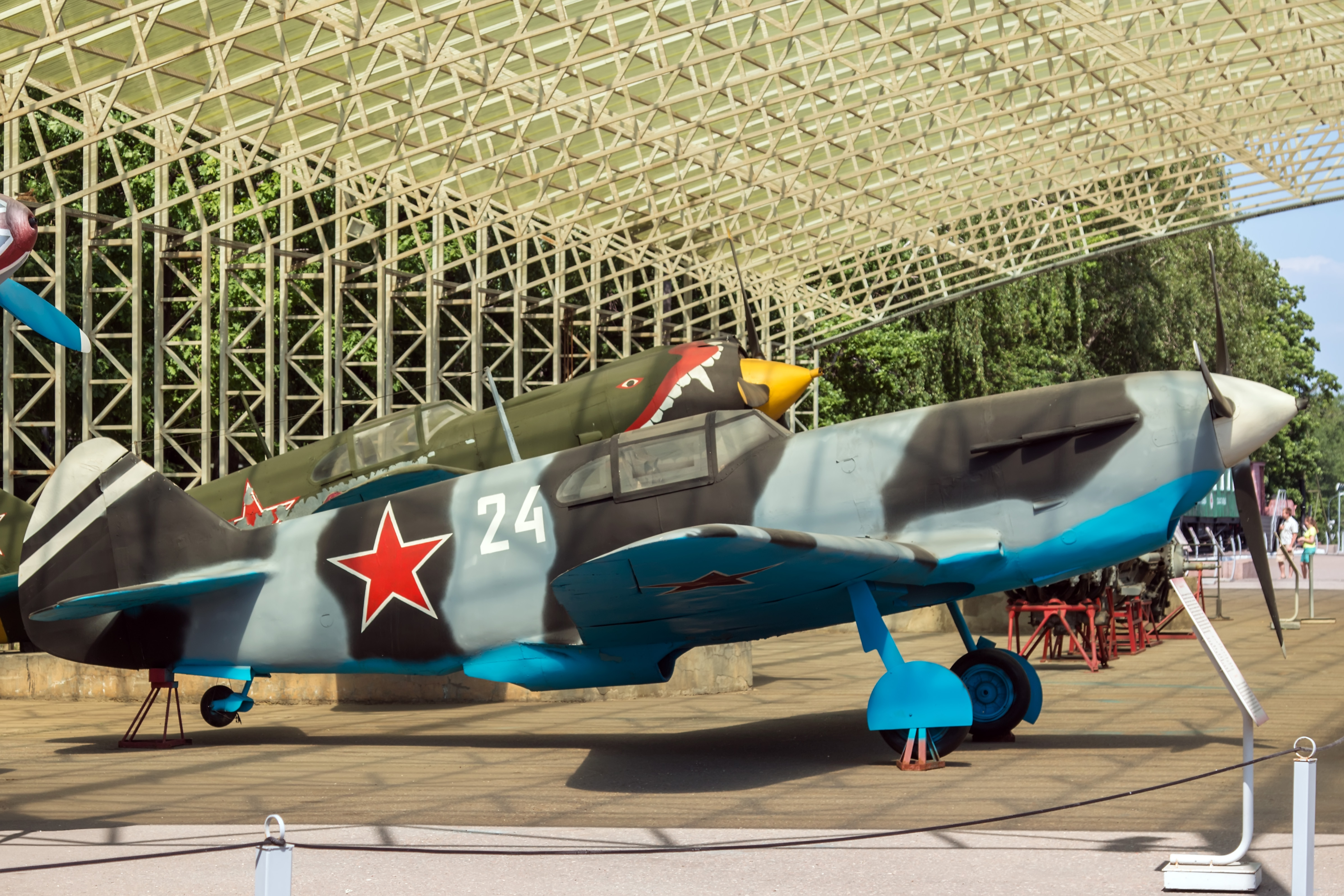
Un caccia Lavochkin Gorbunov Gudkov LaGG-3

Nacque il 29 aprile 1908 nel villaggio di Novomarkovka (nel Kantemirovskij rajon, Oblast' di Voronež), in una famiglia di contadini. Frequentò la scuola elementare e poi quella media ed i corsi serali per il diploma di scuola secondaria. Dal 1922 al 1925 lavorò per ricchi contadini come pastore e bracciante agricolo e dal 1925 al 1927 lavorò nello stabilimento di Okhra, presso la stazione ferroviaria di Zhuravka, Kantemirovskij rajon, come stalliere, operaio di mulino a pale e assistente autista. Dall'ottobre 1927 al dicembre 1929 lavorò nella città di Šachty, nella Oblast' di Rostov, nelle miniere di carbone che prendevano il nome dalla Rivoluzione d'ottobre e nelle prime miniere statali come minatore. Dal 1929 fu conducente di trattori e caposquadra di una brigata di trattori nella comune “Paese dei Soviet”. 
Nel 1930 fu arruolato nell'Armata Rossa, frequentando la scuola reggimentale del 25º Reggimento di artiglieria della 25ª Divisione di fucilieri Chapayev. Servì come comandante di pezzo e assistente comandante del plotone dei vigili del fuoco. Allo stesso tempo completò un corso di 6 mesi per prepararsi alla scuola militare. Divenne membro del PCUS nel 1931.
Nell'agosto 1932 entrò come cadetto nella 3ª Scuola militare congiunta per tecnici e piloti di Perm', da dove, nel maggio 1933, fu trasferito all'8ª Scuola per piloti militari di Odessa. Conseguì il brevetto di pilota nel novembre 1933 e poi prestò servizio presso la scuola, come pilota istruttore, fino al dicembre 1936. Dal gennaio 1937 all'ottobre 1940 fu comandante del distaccamento della 2ª Scuola militare di pilotaggio di Borisoglebsk. Dal dicembre 1940 al giugno 1941 studiò presso il dipartimento operativo per l'addestramento dei comandanti di reggimento dell'Accademia dell'aeronautica militare.
Al termine degli studi fu nominato responsabile dei corsi per l'addestramento dei comandanti di volo presso la neocostituita 67ª Divisione dell'aviazione da caccia (IAD); allo stesso tempo prestò servizio come assistente comandante di reggimento. A causa dello scioglimento della divisione nel settembre 1941, fu inviato sul fronte di Leningrado come assistente comandante del 523. IAP, equipaggiato con i caccia Lavochkin Gorbunov Gudkov LaGG-3.
Il suo reggimento prese parte alle operazioni di combattimento dal 2 ottobre al 26 dicembre 1941 in forza al 3º Gruppo aereo della riserva, subordinato alla 54ª Armata, e partecipò alle operazioni difensive e offensive di Tijvin, in supporto all'esercito, nelle aree di Volchov e Voybokalo. Dal 3 dicembre 1941 il gruppo fu operativamente subordinato all'aeronautica della flotta del Baltico, svolgendo compiti di copertura aerea alle navi e alle strutture della flotta. Dal gennaio al giugno 1942 operò nelle retrovie durante la riorganizzazione dell'aeronautica. Nel febbraio 1942, divenuto maggiore, fu nominato comandante del 523. IAP, che ritornò al fronte presso la 234ª IAD della 1ª Armata aerea. Prese parte alla prima operazione Rzhev-Sychev e poi ai combattimenti nell'area di Kalinin (30 luglio-23 agosto 1942). Il 14 agosto 1942 conseguì la sua prima vittoria, abbattendo un caccia Messerschmitt Bf 109 e poi un aereo da ricognizione bimotore Focke-Wulf Fw 189.
Il 28 dicembre 1942 fu nominato comandante del 18. IAP della 303. IAD. Dopo aver completato la sua formazione, il reggimento entrò in combattimento nel febbraio 1943, equipaggiato con i caccia Yakovlev Yak-7b, sostituiti nel settembre 1943 dagli Yakovlev Yak-9. Prese parte all'operazione offensiva Rzhev-Vyazemsk, alla battaglia di Kursk, alle operazioni offensive di Smolensk e Orsha. Mentre era al comando del 18. IAP, divenuto poi della guardia (18. GvIAP), nel novembre 1942 accettò il primo gruppo di piloti francesi, riuniti nel 4º squadrone, detto "Normandie". Successivamente, sulla base di questo reparto, nel 1943 fu formato il Reggimento "Normandie-Niémen". All'inizio dell'operazione Bagration il suo reggimento era schierato sul 3º Fronte bielorusso e il 28 giugno 1944, mentre effettuava un volo di ricognizione su uno Yak-9D, il suo aereo fu attaccato da due caccia tedeschi Bf 109. Ne abbatté uno, ma quando cercò di rientrare alla base, mentre lo Yak-9D attraversava la linea del fronte a a bassa quota, il velivolo venne colpito dal fuoco dell'artiglieria antiaerea tedesca. In vista dell'aeroporto cercò di effettuare un atterraggio di emergenza, ma l'aereo si incendiò e, giunto ad un metro da terra, capito che l'aereo stava per esplodere, slacciò le cinture di sicurezza e si gettò fuori dall'abitacolo. Toccò terra riportando gravi ferite, fratture, traumi cerebrali e ustioni; subito dopo l'aereo esplose. Dopo una lunga convalescenza presso l'ospedale militare centrale di Mosca, ritornò al reggimento il 6 ottobre 1944 e, sebbene camminasse con un bastone, continuò a svolgere missioni di combattimento.
Nel gennaio 1945, allora tenente colonnello della guardia, fu promosso colonnello e nominato vice comandante della 303. IAD. Nel periodo gennaio-aprile 1945 condusse operazioni di combattimento nel corso dell'operazione offensiva della Prussia orientale.
Entro il 15 aprile 1945 aveva effettuato 355 missioni, abbattuto 8 aerei nemici, più due in collaborazione, in 43 combattimenti. Durante il periodo sotto il suo comando, il reggimento completò con successo 5.190 missioni di combattimento e condusse 279 combattimenti aerei, nel corso dei quali abbatté 220 aerei nemici.
Con decreto del Presidium del Soviet Supremo dell'URSS del 29 giugno 1945 fu insignito del titolo di Eroe dell'Unione Sovietica con stella d'oro e dell'Ordine di Lenin.
Fino al 9 maggio 1945 effettuò altre 2 missioni di combattimento (il totale divenne 357), ma non entrò più in combattimento.
Dopo la fine della guerra continuò a prestare servizio nell'aeronautica militare. Fino al 1946 prestò servizio come vice comandante della 303. IAD assegnata al distretto militare bielorusso-lituano, quindi fu inviato a studiare all'accademia militare. Nel 1949 si laureò presso l'Accademia militare superiore K. E. Voroshilov. Dal 1955 passò in riserva con il grado di maggior generale dell'aeronautica.
Stabilitosi a Mosca, decedette il 29 gennaio 1978; la sua salma venne tumulata nel cimitero di Kuntsevo.

### Annotazioni
1. ↑  Per essersi distinto nelle battaglie, al reggimento fu assegnato il nome onorifico "Vitebsk"; fu insignito dell'Ordine della Bandiera rossa (23 ottobre 1943), dell'Ordine di Suvorov di terza classe (23 luglio 1944) e fu nominato per il secondo Ordine della Bandiera rossa.

### Fonti
1. 1 2 3 4 5 6 7 8 9 10 11 12 13 14 15 16 17 18 19 20 21 22 23 24 25 26 27  Warheroes.
2. 1 2 3 4 5 6 7 8 9 10 11 12 13  Seidl 1998, p. 78.
3. 1 2 3 4  Allaces.
4. 1 2 3 4 5  Airaces.
5. 1 2 3 4 5 6 7 8  Soviet Aces.